# Жерговець
Же́рговець (болг. Жерговец) — село в Старозагорській області Болгарії. Входить до складу общини Гурково.

## Населення
За даними перепису населення 2011 року у селі проживали 0 осіб.
Динаміка населення: